# Cantone di Vienne-1
Il Cantone di Vienne-1 è una divisione amministrativa dell'arrondissement di Vienne.
È stato costituito a seguito della riforma approvata con decreto del 18 febbraio 2014, che ha avuto attuazione dopo le elezioni dipartimentali del 2015, ridefinendo il soppresso cantone di Vienne-Nord.

## Composizione
Comprende parte della città di Vienne e i 9 comuni di:
- Chasse-sur-Rhône
- Chuzelles
- Luzinay
- Moidieu-Détourbe
- Pont-Évêque
- Septème
- Serpaize
- Seyssuel
- Villette-de-Vienne